# Spirostreptus doriae
Spirostreptus doriae är en mångfotingart som beskrevs av Pocock. Spirostreptus doriae ingår i släktet Spirostreptus och familjen Spirostreptidae. Inga underarter finns listade i Catalogue of Life.